# علياء المنذر
الأميرة عاليا سلمان المنذر (1895 - 1968) مغنية لبنانية إشتهرت بغناء فن الميجانا والعتابا ، تزوجت من الأمير السوري فهد الأطرش الذي كان قائداً في السويداء بسوريا - جبل الدروز وقد أنجبت منه ثلاثة صبيان وهم: أنور، وفريد، وفؤاد. وإبنتان وهم: آمال وهي المغنية أسمهان ، ووداد.

## عن حياتها
ولدت الأميرة علياء سلمان المنذر وشهرتها علياء المنذر  في لبنان عام 1895م وتأثرت في عصرها بالشعراء والملحنين ، حيث كانت تمتلك صوت قوي يصدح بالميجانا والعتابا وهو لون غنائي مشهور في لبنان وفلسطين والأردن وسوريا لكنها توقفت عن الغناء بعد زواجها عام 1909 من الأمير فهد باشا الأطرش وأنجب منه 5 أبناء هما الفنان فريد الأطرش ، والمغنية أسمهان، وفؤاد ، وأنور (توفي طفلا) ، وداد (توفي طفلا) ، وتزوج بعدها من زوجته ميسرة الأطرش وأنجب منها أربعه أولاد.

## هروبها من الاحتلال الفرنسي
لم تجد علياء مفر إلا أن تفر بأولادها الثلاثة خوفا عليهم حيث عانت كثيرا فبعدما كانت أميرة وزوجة أمير أصبحت فقيرة لا تملك قوت يومها ، وغادرت الشام وتركت العز نتيجة الاحتلال الفرنسي وسافرت عن طريق الحدود بلا أموال أو حتى إثبات شخصية للدخول وعندما وصلت حدود مصر سألها الجنود عن أوراقها فلم يجدوا معها أي إثبات شخصية ، وعندما سألها جندي الحدود : هل لديك معارف في مصر حتى يضمنك بالدخول ؟ فقالت : نعم سعد زغلول علما بأنها لم تكن تعرفه معرفة شخصية أو قابلته مرة في حياتها لكنها سمعت أنه زعيم ثوري فتوسمت خيرا فيه ، وكان تفكيرها في محله فقد أذن لها بالدخول. 

## حياتها بالقاهرة
عاشت علياء في القاهرة واصبحت تعمل في مهنة الخياطة ثم تحدثت بعد ذلك بالملحن اللبناني فريد غضن الذي عرفها على زكريا أحمد ودواد حسني ومحمد القصبجي ، وعملت في المقاهي والملاهي كمطربة وعندما علم زوجها طلقها وحاول أن يسترد أولاده منها لكنه فشل ، وكان الداعم الأول لفنها هي إبنتها الفنانة أسمهان وإبنها الفنان فريد الأطرش وأفسحت المجال لابنتها كي تتعرف على الملحنين الكبار بشكل مبكر ، لكنها عارضت زواج أسمهان من إبن عمها حسن الأطرش وعندما رحلت إبنتها أصيبت بالاكتئاب وظلت معتكفة في شقتها بحلوان في القاهرة حتى عام 1965 ، وبعدها سافرت إلى بيروت عام 1968 وتوفت هناك عن عمر ناهز ال 72 عاما. 

## وصلات خارجية
1. علياء المنذر والدة الموسيقار فريد الاطرش
2. علياء سلمان المنذر - أميرة الجبل
3. تسجيل نادر لعلياء المنذر على يوتيوب
4. علياء المنذر ام فريد واسمهان على يوتيوب